# Serbischer Fußballpokal 2009/10
Der Serbische Fußballpokal 2009/10 (auch Lav Kup Srbije) war die vierte Austragung des serbischen Pokalwettbewerbs. Er wurde vom Serbischen Fußball-Bund (FSS) ausgetragen. Das Finale fand am 25. Mai 2010 im Stadion Partizana von Belgrad statt.
Pokalsieger wurde Roter Stern Belgrad. Das Team setzte sich im Finale gegen Vojvodina Novi Sad durch. Roter Stern qualifizierte sich durch den Sieg für die 3. Qualifikationsrunde in der UEFA Europa League 2010/11.

## Modus
Alle Begegnungen wurden in einem Spiel ausgetragen. Endete ein Spiel nach 90 Minuten unentschieden, kam es direkt zum Elfmeterschießen.

## Teilnehmer
| SuperLiga 2008/09 (12) | Prva Liga (18) | Prva Liga (18) | Regionale Pokalsieger (5)                                                                                            |
| --- | --- | --- | --- |
| - FK Banat Zrenjanin - FK Borac Čačak - FK Čukarički - FK Hajduk Kula - FK Jagodina - FK Javor Ivanjica - FK Napredak Kruševac - Partizan Belgrad - FK Rad Belgrad - Roter Stern Belgrad - Vojvodina Novi Sad - OFK Belgrad | - FK Bežanija - FK BSK Borča - FK ČSK Pivara - FK Dinamo Vranje - FK Hajduk Belgrad - FK Inđija - FK Kolubara - FK Metalac - FK Mladi Radnik | - FK Mladost Apatin - FK Mladost Lučani - FK Novi Pazar - FK Novi Sad - FK Sevojno - FK Smederevo - Spartak Zlatibor Voda - FK Srem - FK Voždovac | - FK Lokomotiva Lapovo - FK Proleter Novi Sad - FK Radnički Svilajnac - FK Srem Jakovo - Partizan Kosovska Mitrovica |

## Vorrunde
|                             | Ergebnis        |                      |
| --------------------------- | --------------- | -------------------- |
| 2. September 2009           |                 |                      |
| FK Radnički Svilajnac       | 1:0             | FK Hajduk Belgrad    |
| Partizan Kosovska Mitrovica | 3:1             | FK Lokomotiva Lapovo |
| FK Srem Jakovo              | 1:1 (1:4 i. E.) | FK Proleter Novi Sad |

## 1. Runde
|                             | Ergebnis        |                      |
| --------------------------- | --------------- | -------------------- |
| 22. September 2009          |                 |                      |
| OFK Belgrad                 | 1:1 (5:4 i. E.) | FK Novi Sad          |
| FK Čukarički                | 1:1 (3:5 i. E.) | FK Metalac           |
| Partizan Belgrad            | 3:0             | FK Inđija            |
| Vojvodina Novi Sad          | 4:0             | FK Dinamo Vranje     |
| Roter Stern Belgrad         | 6:1             | FK Mladost Apatin    |
| FK BSK Borča                | 1:1 (4:5 i. E.) | FK Sevojno           |
| FK Hajduk Kula              | 1:1 (5:3 i. E.) | FK ČSK Pivara        |
| FK Rad Belgrad              | 2:3             | FK Mladost Lučani    |
| FK Smederevo                | 4:0             | FK Kolubara          |
| Spartak Zlatibor Voda       | 3:0             | FK Bežanija          |
| FK Proleter Novi Sad        | 3:1             | FK Javor Ivanjica    |
| FK Srem                     | 1:1 (1:4 i. E.) | FK Borac Čačak       |
| FK Novi Pazar               | 2:1             | FK Mladi Radnik      |
| FK Voždovac                 | 0:1             | FK Jagodina          |
| Partizan Kosovska Mitrovica | 0:0 (5:4 i. E.) | FK Napredak Kruševac |
| FK Radnički Svilajnac       | 1:3             | FK Banat Zrenjanin   |

## Achtelfinale
|                      | Ergebnis |                             |
| -------------------- | -------- | --------------------------- |
| 28. Oktober 2009     |          |                             |
| FK Smederevo         | 3:0      | FK Hajduk Kula              |
| FK Metalac           | 0:1      | FK Borac Čačak              |
| FK Jagodina          | 1:0      | FK Sevojno                  |
| FK Novi Pazar        | 0:1      | Roter Stern Belgrad         |
| FK Proleter Novi Sad | 1:2      | Partizan Belgrad            |
| FK Mladost Lučani    | 1:3      | Vojvodina Novi Sad          |
| FK Banat Zrenjanin   | 0:2      | Spartak Zlatibor Voda       |
| OFK Belgrad          | 3:1      | Partizan Kosovska Mitrovica |

## Viertelfinale
|                     | Ergebnis |                       |
| ------------------- | -------- | --------------------- |
| 25. November 2009   |          |                       |
| FK Jagodina         | 1:2      | Partizan Belgrad      |
| Roter Stern Belgrad | 3:2      | Spartak Zlatibor Voda |
| Vojvodina Novi Sad  | 1:0      | FK Smederevo          |
| FK Borac Čačak      | 0:2      | OFK Belgrad           |

## Halbfinale
|                     | Ergebnis |                    |
| ------------------- | -------- | ------------------ |
| 14. April 2010      |          |                    |
| Roter Stern Belgrad | 1:0      | OFK Belgrad        |
| 15. April 2010      |          |                    |
| Partizan Belgrad    | 1:3      | Vojvodina Novi Sad |

## Finale
| Paarung             | Roter Stern Belgrad – Vojvodina Novi Sad |
| Ergebnis            | 3:0 (1:0) |
| Datum               | 5. Mai 2010 |
| Stadion             | Stadion Partizana, Belgrad |
| Zuschauer           | 20.000 |
| Schiedsrichter      | Dragomir Stanković |
| Tore                | 1:0 Aleksandar Jevtić (14.) 2:0 Cadú (62.) 3:0 Miloš Trifunović (72.) |
| Roter Stern Belgrad | Saša Stamenković – Pavle Ninkov, Bojan Đorđević, Milan Vilotić, Stevan Reljić – Nikola Lazetić (69. Slavko Perović), Sávio, Vladimir Bogdanović, Cadú (66. Miloš Trifunović) – Dejan Lekić, Aleksandar Jevtić (80. Marko Blažić). Cheftrainer: Ratko Dostanić                     |
| Vojvodina Novi Sad  | Željko Brkić – Miroslav Vulićević, Dejan Karan, Marcelo Pleč, Janko Tumbasević, Nnaemeka Ajuru, Slobodan Medojević (75. Ognjen Mudrinski), Slobodan Novaković (67. Slaven Stjepanović), Mario Đurovski (58. Vuk Mitošević) – Dušan Tadić, Dragan Mrđa. Cheftrainer: Milan Đuričić |